# غويليرمي أندرادي
غويليرمي أندرادي (بالبرتغالية: Guilherme Andrade‏) هو لاعب كرة قدم برازيلي في مركز الدفاع، ولد في 31 يناير 1989 في مونتيس كلاروس في البرازيل. لعب مع نادي بونتي بريتا ونادي سيارا ونادي كورينثيانز.

## وصلات خارجية
- غويليرمي أندرادي على موقع الاتحاد الدولي (مؤرشف)  (الإنجليزية)
- غويليرمي أندرادي على موقع قاعدة بيانات كرة القدم.إي يو (الإنجليزية)
- غويليرمي أندرادي على موقع Soccerway.com (الإنجليزية)
- غويليرمي أندرادي على موقع AS.com (الإسبانية)